# 基什派什特

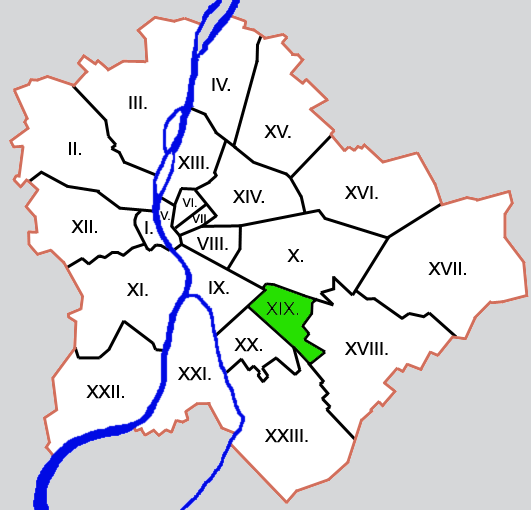
所在位置

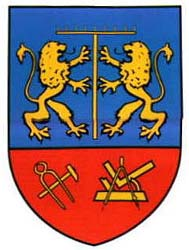
区徽

基什派什特（直译：小佩斯），是匈牙利首都布达佩斯的一个区，总面积9.38平方公里，总人口61 610，人口密度6 568人/平方公里（2009年1月1日）。